# Pseudafroneta pallida
Pseudafroneta pallida là một loài nhện trong họ Linyphiidae.
Loài này thuộc chi Pseudafroneta. Pseudafroneta pallida được A. David Blest miêu tả năm 1979.